# Сікера

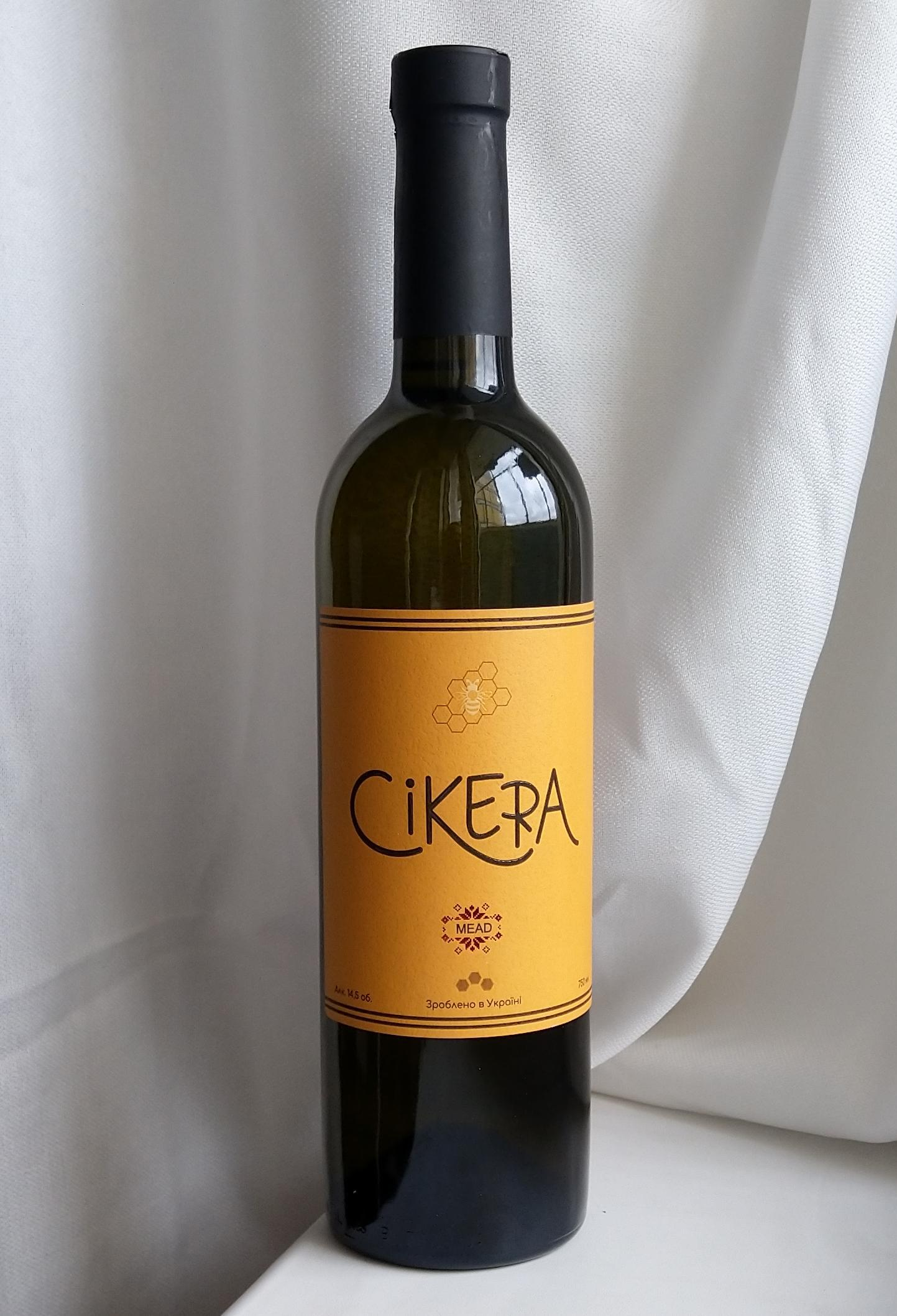
Сучасний алкогольний напій з меду з комерційною назвою «Сікера»

Сікера (грец. σίκερα) — у давні часи на Близькому Сході загальна назва всіх алкогольних напоїв, окрім вина. Такі напої виготовлялись з солоду (пиво), меду, солодких фруктів тощо. Часто згадується у Біблії . У наш час під комерційною назвою «Cikera» або «Сікера» виробляють слабкоалкогольні напої зі збродженого меду або фруктового соку. 